# Rechenschaft (Film)
Rechenschaft (Originaltitel: Carole Matthieu) ist ein französischer Film aus dem Jahre 2016. Regie führte Louis-Julien Petit. Der Film basiert auf dem Buch Les visages ecrasés von Marin Ledun.

## Handlung
Carole Matthieu arbeitet bei Melidem, einem großen französischen Callcenter, als Betriebsärztin. Ihre Arbeit bereitet ihr Stress, da sie unter Zeitdruck arbeiten muss und ihre Arbeit oft frustrierend ist. Viele Angestellte der Firma leiden unter Mobbing und Burnout, während die Betriebsleitung zum Zwecke der Gewinnmaximierung nichts gegen diese Zustände unternimmt.
Als ein Angestellter zu einer Sitzung eine Waffe mitbringt, erschießt Carole ihn aus Notwehr. Zunächst wird ein anderer Angestellter der Firma als Mörder verdächtigt, der aber Carole eine Nachricht schreibt, in der steht, dass er wisse, dass Carole den Angestellten erschossen habe. Der psychische Zustand von Carole verschlechtert sich zusehends; sie nimmt Medikamente und kann sich nicht von ihren negativen Gedanken befreien.
Zu einer Pressekonferenz ihres Arbeitgebers Melidem kommt Carole mit der Waffe und erschießt sich inmitten der Angestellten.

## Kritik
Laf Überland rezensierte den Film für Deutschlandfunk Kultur und zieht ein positives Resümee. Er bemerkt, dass der Film die Verzweiflung seiner Hauptfigur gut darstelle. Durch den Mord werde dieser Film zu einem „veritablen Thriller – ohne Action, aber mit Suspense“.
Auch das Lexikon des internationalen Films äußert sich positiv, es erkennt in dem Film ein „Engagiertes Sozialdrama, getragen vom beeindruckend intensiven Spiel der Hauptdarstellerin“.